# Таджицькі імена
Таджицькі імена, як і всі перські, до початку XX століття були багато в чому схожі на арабську іменну формулу.

## Особисте ім'я
Таджицькі імена, як і перські, до початку XX століття були багато в чому схожі на арабську іменну формулу. Основна частина таджицьких імен мають перське і арабське походження. Також є достатня частка імен, походження яких мають зороастрійське коріння. Багато називають дітей іменами географічних об'єктів: Дар — річка, Кох — гора, Табриз, Кабул — назви міст тощо. Також часто таджики називають своїх дітей іменами своїх дідів і пращурів, при цьому, вітаючи родину з поповненням, усі додають фразу «Хай росте у відповідності з ім'ям», але цей вид надання власного імені зустрічається дедалі рідше.

## Прізвище
Таджики, як і всі перси, переважно не використовували прізвищ, а використовували багато різних доповнень до особистого імені, що вказують на географію (місце народження, проживання). Крім того, були поширені різні титули і прізвиська:
- Дарвіш (тадж. Дарвеш; перс. درويش) — суфістський богословський титул.
- Джаноб (тадж. Ҷаноб; перс. جناب) — пан, ввічливий титул на зразок «превосходительства».
- Ходжі (тадж. Ҳоҷи; перс. حاجى) — той, хто здійснив паломництво до Мекки.
- Хон (тадж. Хон; перс. خان) — дворянський титул.
- Машхаді (тадж. Машҳади; перс. مشهدى) — той, хто здійснив паломництво до Мешхеда або народився в Мешхеді.
- Мірзо (тадж. Мирзо; перс. ميرزا) — освічений.
- Мулло (тадж. Мулло; перс. ملا) — мусульманський богослов.
- Устоз (тадж. Устоз; перс. استاد) — учитель, майстер.

Офіційні прізвища почали з'являтися наприкінці існування Російської імперії і за радянської влади, зокрема на території Середньої Азії з таджицьким населенням. Влада зобов'язувала таджиків, як і інші народи, мати прізвища. Після приходу радянської влади таджицькі прізвища видозмінили (або надали) більшості людей; замінювали закінчення прізвищ на «-ов» (Шаріпов) і «-єв» (Мухаммадієв). Також у цей період деякі люди вже мали прізвища з закінченнями неслов'янського походження. Наприклад: «-зода (заде)» (Махмудзода), «-і» (Айні).
Після здобуття незалежності Таджикистану та інших радянських республік, серед таджицького населення цих країн поверталися і набували популярноств споконвічно таджицькі і перські прізвища, шляхом змінювання закінчень. В даний час[коли?] найпопулярнішими закінченнями прізвищ є: «-зода (заде)» (Латіфзода), «-і» (Мансурі). Також поширене змінювання прізвищ шляхом скорочення закінчень (наприклад, колишнє Емомалі Рахмонов, нинішнє — Емомалі Рахмон). Крім цих закінчень, також використовуються закінчення прізвищ «-ов» (Шаріпов) і «-єв» (Мухаммадієв), які в радянський час були основними закінченнями прізвищ.

## Реєстр таджицьких імен
У Таджикистані віднедавна всі імена дітей повинні відповідати Єдиному реєстру Комітету з мови і термінології при уряді республіки. Видання реєстру рекомендовано до друку рішенням уряду Таджикистану від 27 липня 2016 року. У ньому наведено понад 3000 імен, і місцеві органи РАЦС мають право відмовити батькам реєструвати імена, які відсутні в даному Реєстрі.
28 квітня 2020 року на засіданні Маджлісі намояндагон Таджикистану до закону Таджикистану про державну реєстрацію актів громадянського стану внесено зміни, які забороняють використання русифікованих суфіксів «-ов/-ова» і «-вич/-овна» під час написання прізвищ і по батькові в Таджикистані.

## Найвідоміші таджицькі імена
Таджицькі імена переважно запозичують перські імена, зважаючи на спільність мови, культури та історії цих народів. Крім перських імен, існують запозичення з арабських і тюркських імен. Також популярні імена часів існування Согдіани, Бактрії та інших давніх історичних держав, які мають зороастрійське походження. Незважаючи на майже столітнє правління росіян територією нинішнього Таджикистану та Середньої Азії, населеної таджиками, російська мова і російські імена не спричинили появи нових імен російського або слов'янського походження серед місцевого населення, зокрема таджицького.

## Таджицькі імена від Шахнаме
Анушервон, Ардашер, Афшин, Ашкон, Бахман, Бахор, Бахром, Бежан, Бехруз, Бузургмехр, Заріна, Ісфандійор, Кавус, Каюмарс, Маніжа, Навзод, Озад, Ораш, Парвіз, Парі, Рустам, Салм, Сітора, Сійовуш, Сійомак, Сом, Тахміна, Тур, Фарідун, Фархо, Хуршед, Хусрав, Ширін, Ерадж.